# Пажа (село)
Пажа — село в Ивняковском сельском поселении Ярославского района Ярославской области.

## География
Село расположено в 24 километрах от Ярославля на левом берегу реки Пажица.

## Население
| 1859 | 1989 | 2002 | 2007 | 2010 |
| ---- | ---- | ---- | ---- | ---- |
| 23   | ↘3   | ↘1   | →1   | ↗4   |

### Историческая численность населения
По состоянию на 1859 год в деревне было 7 домов и проживало 23 человека.
По состоянию на 1989 год в деревне проживало 3 человека.

### Национальный и гендерный состав
Согласно результатам переписи 2002 года, в национальной структуре населения русские составляли 100 % из 1 чел., из них 1 мужчина.
Согласно результатам переписи 2010 года население составляют 3 мужчины и 1 женщина.

## Инфраструктура
Основа экономики — личное подсобное хозяйство. По состоянию на 2021 год большинство домов используется жителями для постоянного проживания и проживания в летний период. Вода добывается жителями из личных колодцев. Имеется семь жилых домов.
Почтовое отделение №150509, расположенное в деревне Дорожаево, на март 2022 года обслуживает в деревне 7 домов.
В советское время существовала четырёхклассная начальная школа. Закрыта в середине 1970-х годов.

## Достопримечательности
- Церковь Рождества Пресвятой Богородицы в Паже (построена в 1797 году, закрыта в 1931 (1940) году). Ныне заброшена.
- Церковь Николая Чудотворца в Паже (построена в 1809 году, закрыта в 1939 году)

## Транспорт
Пажа расположена на расстоянии пяти километров от дороги федерального значения Р132 Р-132 «Золотое кольцо». К селу идёт дорога 78Н-0960 «Спасское - Матвеевское».